# North Country
North Country is een Amerikaanse dramafilm uit 2005, geregisseerd door Niki Caro. Het scenario van Michael Seitzman is gebaseerd op het boek "Class Action: The Story of Lois Jenson and the Landmark Case That Changed Sexual Harassment Law", van Clara Bingham en Laura Leedy Gansler, dat de eerste, langlopende rechtszaak over seksuele intimidatie in de VS beschreef.
Hoofdrolspeelster Charlize Theron en voornaamste bijrolspeelster Frances McDormand werden beide genomineerd voor zowel een Academy Award maar tijdens de prijsuitreiking op 6 maart 2006 konden deze nominaties niet verzilverd worden. Verder waren er nominaties voor een Golden Globe, een BAFTA Award, een Screen Actors Guild Award, een Satellite Award en een BFCA Critics Choice Award. McDormand won de Las Vegas Film Critics Society Award voor haar rol.
De film was commercieel niet erg succesvol, maar vertoningen ervan in het Amerikaanse Congres hebben er volgens de producent toe bijgedragen  dat de "Violence Against Women Act" in 2006 succesvol hernieuwd werd.

## Rolverdeling
- Charlize Theron als Josey Aimes
  - Amber Heard als jonge Josey Aimes
- Thomas Curtis als Sammy Aimes
- Elle Peterson als Karen Aimes
- Frances McDormand als Glory
- Sean Bean als Kyle
- Woody Harrelson als Bill White
- Jeremy Renner als Bobby Sharp
- Richard Jenkins als Hank Aimes
- Sissy Spacek als Alice Aimes
- James Cada als Don Pearson
- Rusty Schwimmer als Big Betty
- Linda Emond als Leslie Conlin
- Michelle Monaghan als Sherry
- Brad William Henke als Lattavansky
- Jillian Armenante als Peg